# Wickliffe (Kentucky)
Wickliffe – miasto w Stanach Zjednoczonych, w stanie Kentucky, siedziba administracyjna hrabstwa Ballard.